# Gonçalo Mendes, conde de Portucale
Gonçalo Mendes, em castelhano: Gonzalo Menéndez (c. 925–997),[a] foi um  conde e membro da mais alta nobreza galaico-portuguesa que viveu em tempos turbulentos marcados por revoltas da nobreza, os ataques dos normandos e as razias e devastação infligida pelos exércitos muçulmanos liderados por Almançor. Adversário dos reis Sancho I, o Crasso e Ramiro III, foi um dos nobres que apoiaram e elevaram ao trono Ordonho IV e posteriormente Bermudo II. A sua neta, Elvira Mendes, foi a esposa do rei Afonso V e a mãe de Bermudo III e da rainha Sancha de Leão. Depois de servir o rei Bermudo como seu armiger regis a partir de 993 e de ter governado o território de Braga, morreu em 997 durante a campanha de Almançor contra Santiago de Compostela.

## Biografia

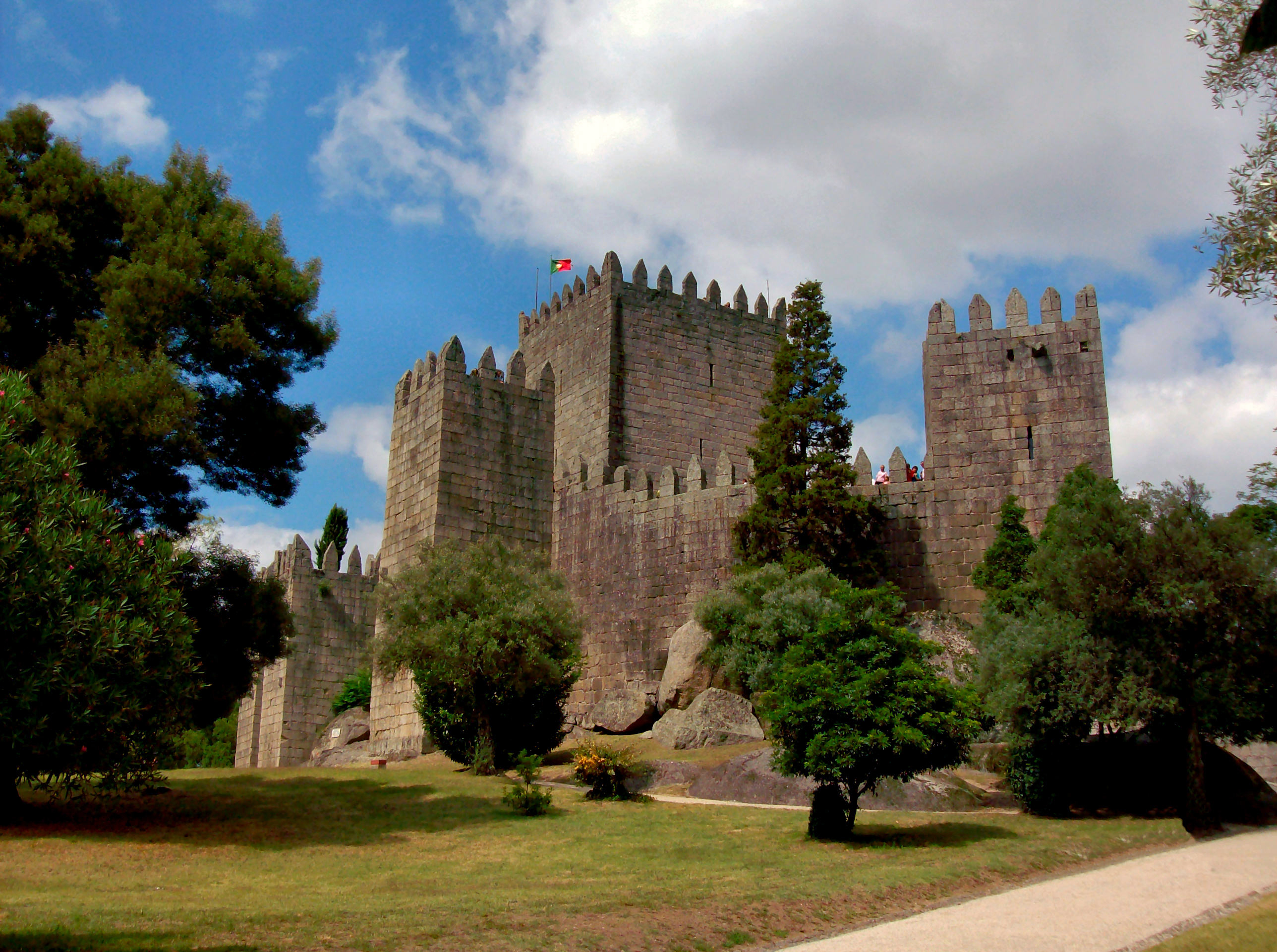
Castelo de Guimarães, mandado construir por Mumadona Dias, a mãe do conde Gonçalo.

### Relações familiares
Gonçalo era um dos filhos dos condes Hermenegildo Gonçalves, importante rico-homem galego, e de Mumadona Dias, que governou o condado depois da morte do seu esposo e foi a fundadora do Mosteiro de São Mamede, também conhecido como o Mosteiro de Guimarães, e a responsável da construção do castelo para proteger o mosteiro e os povoadores.  Seus avós paternos eram os condes Gonçalo Betotes e Teresa Eris, filha de Ero Fernandes, e os maternos Diogo Fernandes e Onneca (ou Onega), que poderia ser filha de um infante ou de um nobre pamplonês, e de Ledegúndia, possivelmente filha do rei Ordonho I. Um irmão de Gonçalo, Ramiro Mendes, e a sua mulher, Adosinda Guterres, poderiam ser os pais da rainha Velasquita Ramires, a primeira esposa do rei Bermudo II.

### Carreira política
A sua presença é registada pela primeira vez em 950 quando Mumadona, já viúva, fez a partilha com seus filhos dos bens herdados. Gonçalo recebeu em herança as vilas de Nespereira, Chagra, Sauto de Auacos e Frazone. Depois da morte do rei Ordonho III  em 956, o reino de Leão foi abalado por uma crise sucessória. Ordonho III foi sucedido por seu meio-irmão Sancho I, filho do segundo matrimónio do rei Ramiro II, em vez de Bermudo II, filho do defunto rei que naquela época era menor de idade. Em 958, no segundo ano do seu reinado, um grupo de nobres, incluindo o conde Gonçalo Saraiva, destronou o rei e elegeu Ordonho IV, enquanto outros nobres, incluindo o sogro de Gonçalo, Paio Gonçalves, apoiaram o rei Sancho I, que recuperou o trono em 960, graças ao apoio de sua avó a rainha Toda de Pamplona.
Aparece pela primeira vez com a sua esposa Ilduara em 964, fazendo a doação das vilas de Moreira de Cónegos e Castanheira, que havia trocado com sua cunhada Adosinda por outras herdades, ao mosteiro fundado por sua mãe Mumadona. Manteve o seu confronto com o rei Sancho I que em 966 invadiu e devastou as suas terras. Segundo a crónica de Sampiro, nesse mesmo ano o conde Gonçalo ofereceu uma maçã envenenada ao rei que morreu poucos dias depois.[b] A identificação do conde Gonçalo que envenenou o rei como este conde Gonçalo Mendes não é apoiada por todos os historiadores porque seu patronímico não é referido e devido à existência de um outro conde coetâneo, Gonçalo Moniz.[c]

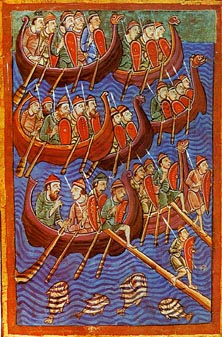
Representaçao de uma flota dos viquingues do século X

Ao redor de 968, o conde Gonçalo enfrentou Rodrigo Vasques, conde em Limia e poderoso magnata, na batalha de Aguioncha. Foi o resultado de um litígio que vinha de longe entre a sua mãe e Gontrodo, abadessa  do Mosteiro de Pazóo, que havia tomado indevidamente o Mosteiro de Santa Comba, pertencente ao monge Odónio, o qual pediu a ajuda de Mumadona para o recuperar. Mumadona ordenou a seus filhos Gonçalo e Ramiro que forçassem Gontrodo a devolver o mosteiro volens nolens (querendo ou não querendo). Gonçalo venceu Rodrigo e suspeita-se que pode ter sido o responsável pela remoção do filho de Rodrigo, Pelágio Rodrigues, o bispo de Iria Flávia. 
O conde Gonçalo Mendes poderia ser um dos ricos-homens que em 971 enviou uma embaixada à corte cordovesa do califa Aláqueme II segundo a crónica do historiador hispano-muçulmano ibne Haiane na sua obra  Al-Muqtabis. Os embaixadores do conde Gundisalb foram Solimão e Jalafe ibne Sade, no entanto, essa crónica também poderia estar a referir-se ao conde Gonçalo Moniz.
Em 981, depois da derrota das tropas Cristãs na Batalha de Rueda frente ao exército de Almançor, Trancoso e Viseu foram saqueadas. O conde Gonçalo foi o primeiro a levantar-se contra o rei Ramiro III, considerado ineficaz e incapaz de lidar contra as incursões muçulmanas e as invasões dos vikings. Gonçalo e vários nobres, a maioria membros da alta nobreza galega e do norte de Portugal, com a aprovação do clero, apoiaram Bermudo Ordonhes, o futuro rei Bermudo II, casado com Velasquita Ramires, provavelmente a sobrinha do conde Gonçalo. Poucos meses depois, Bermudo rebelou-se contra Ramiro III e, entre 11 outubro e 22 dezembro de 981, proclamou-se rei de Leão, segundo é registado na doação do conde Gonçalo ao Mosteiro de Lorvão na última dessas datas, onde assinou como Gundisaluus Menendiz, e que foi confirmada por Vermudus rex prolix domni Ordonii. O conde posteriormente enfrentou-se com o rei Bermudo, possivelmente depois de esse ter repudiado sua primeira esposa, Velasquita Ramires, mas depois, em 991, aparece novamente confirmando os documentos reais como membro da Cúria Régia de Bermudo II.
A partir de 993 foi armígero real (armiger regis) e governou o território de Braga.
Em 995 enfrentou a invasão do condado pelas tropas de Almançor, que alcançaram o forte castelo de Aguiar de Sousa, que foi saqueado, tendo os muçulmanos cativado cerca de 50,000 pessoas no decorrer da campanha.
Em 997 todo o noroeste peninsular foi fortemente abalado pelas tropas de Almançor, que alcançaram Santiago de Compostela, naquela que foi a sua mais célebre aceifa. Almançor tinha a colaboração de numerosos nobres cristãos, entre eles Veila Gonçalves, irmão do último conde de Coimbra, Froila Gonçalves, que se predispusera a avançar à frente do exército muçulmano à cabeça das suas tropas e neutralizar quaisquer ameaças que pusessem em causa o seu avanço, nomeadamente o conde Gonçalo Mendes. Henrique Gonçalves, senhor do castelo da Maia, a principal fortificação da região, entrou em conluio com Veila. Braga foi sitiada e saqueada. Bretonha, perto de Viana do Castelo, opôs forte resistência mas foi também saqueada. Em Valadares de Monção, o exército muçulmano transpôs o Minho.
Gonçalo Mendes faleceu em 997, provavelmente em combate, tendo sido sucedido pelo seu filho, Mendo Gonçalves.

### Matrimónio e descendência
Entre 935 e 940, Gonçalo casou-se com Ilduara Pais, filha do conde Paio Gonçalves e de Ermesinda Guterres, filha do conde Guterre Mendes e Ilduara Eris. Desse matrimónio nasceram pelo menos cinco filhos, todos documentados: 
- Mendo Gonçalves, que morreu assassinado ou em combate a 6 de outubro de 1008.[34] Conde e duque,[35] sucedeu seu pai no condado e no governo do território de Braga. Casou com Tutadona Moniz, também chamada Toda,  e foi o tutor do rei Afonso V durante a sua menoridade, o qual depois se casou com uma de suas filhas, Elvira Mendes;[36]
- Ramiro Gonçalves, conde;[37][25]
- Rosendo Gonçalves,[25] aparece com o título de conde em 1014 num julgamento onde estava involucrada sua cunhada Toda;[37]
- Diogo Gonçalves, conde;[37][25]
- Mumadona Gonçalves († 1013).[37][25]

Ilduara morreu antes de 6 de julho de 983, quando o conde já aparece casado com Ermesenda. Nessa data, aumentou uma doação ao Mosteiro de Guimarães e diz que se sua esposa Ermesenda sobrevive a ele, que desfrute da herdade de Moreira para o resto de a sua vida. Ermesenda, já viúva, aparece novamente na documentação em 1108. Desconhece-se se houve descendência desse casamento.